# Instituto para Pesquisa Social

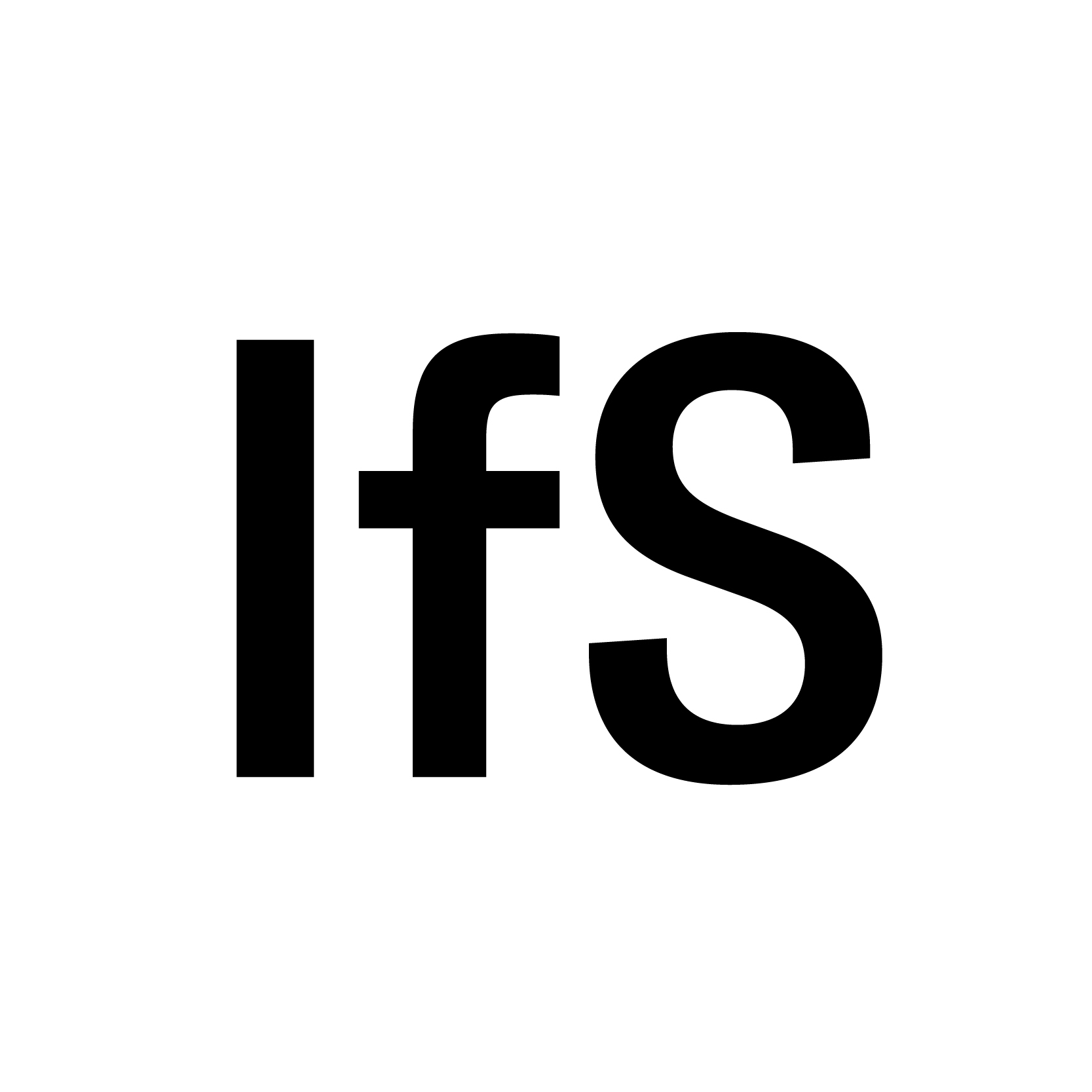
Logo Institut für Sozialforschung

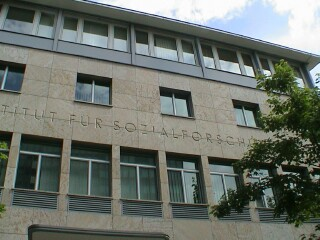
O prédio atual do Instituto, em Frankfurt

O Instituto para Pesquisa Social (em alemão: Institut für Sozialforschung) é um centro de pesquisa que congrega, entre outros, sociólogos, psicólogos e filósofos, que são costumeiramente chamados de integrantes da Escola de Frankfurt.
O Instituto foi fundado em Frankfurt, em 1923, ligado à Universidade. O fundador foi Felix Weil, aluno do filósofo marxista Karl Korsch, que conseguiu para o efeito uma doação provida pelo seu abastado pai. O primeiro diretor do Instituto, Kurt Albert Gerlach, morreu antes de deixar a sua marca e foi rapidamente substituído por Carl Grünberg, um historiador marxista que ajuntou marxistas "ortodoxos" no Instituto, incluindo seu antigo pupilo Henryk Grossman.
Após um ataque cardíaco, Grünberg foi sucedido, em 1930, por Max Horkheimer. Horkheimer rapidamente tornou-se o orientador da Escola de Frankfurt, um grupo de pensadores que haviam nascido sob a sua diretoria do Instituto. Horkheimer editou o jornal do grupo Zeitschrift für Sozialforschung (Revista para Pesquisa Social, em tradução livre) e escreveu ensaios definindo uma teoria crítica da sociedade.
A crescente influência dos nazistas levou os fundadores a decidirem, em setembro de 1930, para se prepararem para uma mudar o Instituto para fora da Alemanha, estebelecendo uma filial em Genebra e movendo os fundos para os Países Baixos. Em 1933, depois da subida de Hitler ao poder, o Instituto deixou a Alemanha para ir a Genebra e então, em 1934, mudou-se para Nova Iorque. Em Nova Iorque, ele tornou-se afiliado da Universidade de Columbia e o seu jornal Zeitschrift für Sozialforschung foi renomeado para Studies in Philosophy and Social Science (Estudos em Filosofia e Ciência Social, em tradução livre). Foi aqui que muitos dos importantes trabalhos dos pensadores da Escola de Frankfurt começaram a emergir, e a residência do Instituto em Nova Iorque foi como parte da recepção favorável do seu trabalho na academia estadunidense e inglesa.
Após o término da guerra, o retorno a Frankfurt se deu em 1951, sob a direção de Friedrich Pollock. Desde então, o Instituto de Pesquisa Social foi dirigido por diversos pensadores, como Axel Honneth, sendo que na atualidade o atual diretor é Ferdinand Sutterlüty.